# Шоулз, Кристофер Лэтем
Кристофер Лэтем Шоулз (Шоулс) (англ. Christopher Latham Sholes; 14 февраля 1819, Мурсбург, штат Пенсильвания — 17 февраля 1890, Милуоки) — изобретатель первой серийно выпускаемой, коммерчески успешной печатной машинки. Кристофер с коллегами получил первый патент на печатную машинку в 1868 году. На протяжении ряда лет работал над усовершенствованием конструкции пишущей машинки, в рамках этой работы летом 1871 года появилась предшественница раскладки QWERTY, полностью она сформировалась только к 1878 году.

## Биография

### Рождение, ранние годы
Родился 14 февраля 1819 в городке Мурсберг расположенном в штате Пенсильвания. У Кристофера было два старших брата Генри Шоулз (Henry Beatty Sholes) и Чарльз Кларк Шоулз (Charles Clark Sholes) 1816—1867 гг. Чарльз владелец газет и избирался в обе палаты Висконсинского законодательного собрания, а также был мэром Кеноши.

### Издательская деятельность
Кристофер последовал по стопам старших братьев и после завершения обучения в 1837 году он переезжает в город Грин-Бей штата Висконсин. Там он совместно с братьями Чарльзом и Генри Шоулзом издаёт газету «Green Bay Wisconsin Democrat». В 1839 году он становится управляющим «Madison Wisconsin Enquirer». В 1840 году стал издавать «Southport Telegraph» Кеноши который с различными партнёрами и небольшими перерывами он издавал в течение 17 лет. Впоследствии он коротко сотрудничал с различными газетами города Милуоки, такими как «Wisconsin Free Democrat», «News» и «Sentinel».

### Политическая деятельность
Первоначально он поддерживал демократа Эндрю Джексона несмотря на это он помогает создать партию Партия свободной земли (США) и Республиканскую партию которая как раз в этот момент появилась именно в штате Висконсин. Поддерживая последовательно Авраама Линкольна, Эндрю Джонсона а позднее Либеральных республиканцев, в конечном счёте присоединился к Партии гринбекеров. Он дважды избирался в Сенат штата Висконсин в 1848—1849 годы от округа Раси́н и 1856—1857 годы от округа Кеноши, и один раз в законодательное собрание штата Висконсин в 1852—1853 годы от округа Кеноши. Во время гражданской войны Кристофер Шоулз какое-то время служил начальником почтового отделения Милуоки, позднее был специальным уполномоченным общественных работ Милуоки. Во время Гражданской войны в США сопровождал Авраама Линкольна как представитель штата Висконсин, правда финансирование шло из его собственного кармана. В результате этой работы к концу Гражданской войны в США в порту Милуоки был открыт таможенный пункт, а Шоулза назначили его управляющим.

## Изобретение печатной машинки
Шоулз в 1867 году оформляет патент на изобретенную им пишущую машинку. Модель была далека от совершенства, а денег на доработку не было. Тогда он продал свое изобретение владельцу машиностроительной фабрики Ремингтону. Покупателями новой техники стали писатели, редакторы, бизнесмены. Считают, что первой литературной рукописью, отпечатанной на пишущей машинке, была повесть Марка Твена «Приключения Тома Сойера».

## История создания раскладкиQWERTY
На эту тему существует множество мифов, которые постоянно появляются, как в русской, так и в заграничной прессе.  Кристофер Шоулз, спонсируемый Джеймсом Денсмором, создавал один опытный образец за другим, постоянно изменяя клавиатуры и раскладки, вот как об этом писал сам Денсмор:

 Здесь следует отметить, что в процессе улучшений наших экспериментальных машин, которых мы произвели примерно пятьдесят, в половине этих машин мы никогда не делали одинаковую клавиатуру, и никогда не помещали ту же самую клавиатуру в двух последующих экспериментах.
Оригинальный текст (англ.)It is proper to observe here that in getting up our experimental machines of which we made nearer fifty than half that number, we never made two alike, and never put the same key-board on two successive experiments.
Джеймс Денсмор о событиях, предшествующих 1872 году
Формирование раскладки было постепенным и заняло около десяти лет, завершившись к 1878 году. Перед создателями стояла задача максимально снизить конструктивные недостатки машины. Конструктивное ограничение скорости письма на рычажных механических пишущих машинках главным образом связано с расположением буквенных рычагов друг относительно друга. Так, рычаги, находящиеся в противоположных краях корзины, будут иметь минимальный общий путь к точке удара, тогда как у близко расположенных рычагов траектории движения к точке удара будут пересекаться раньше.

### Количество клавиш
Перед изобретателями печатных машинок стояла задача размещения всех букв, знаков препинания и специальных символов, необходимых для полноценного письма.
Так как Шоулз был американцем, для него алфавит состоял из 26 букв английского алфавита. Последовательность букв при перечислении следующая:
```
A B C D E F G H I J K L M N O P Q R S T U V W X Y Z
```

Также необходимо было дать возможность печатать все цифры:
```
1 2 3 4 5 6 7 8 9 0
```

и основные символы и знаки препинания:
```
, . ? ! & : ; ' - 
```

Изобретатели решили обходиться при печати только заглавными буквами, таким образом, для размещения всех букв, цифр, знаков препинания и символов необходимо было 45 клавиш плюс одна для пробела. Это весьма значительный объём. Встал вопрос, как размещать клавиши. На тот момент инженерные решения этой проблемы существовали в виде клавишных музыкальных инструментов, по этому пути шли многие предшественники изобретателя пишущей машинки и телеграфов. С одним из примеров такого телеграфа Кристофер был знаком, так описывала тот аппарат местная газета:

 Печать телеграфных депеш. - Western Union Telegraph Company сейчас устанавливает новую печатную машину патентного телеграфа на линии в Чикаго, и в дальнейшем депеши, передаваемые по этой линии, будут печататься по мере их получения в офисе в этом городе. Машина снабжена клавишами, подобными клавишам пианино, каждая клавиша представляет собой букву алфавита, и с помощью особого механического устройства каждая буква печатается по мере получения в офисе. Таким образом, все ошибки, связанные со слепой хирографией, будут внимательно изучены нашими гражданами. Сегодня днем машина будет запущена в эксплуатацию.
Оригинальный текст (англ.)    Printing Telegraphic Dispatches. -- The Western Union Telegraph Company is now putting in a new patent telegraph printing machine on the Chicago line and hereafter dispatches transmitted over this line will be printed as they are received at the office in this city. The machine is furnished with keys similar to a piano, each key representing a letter in the alphabet, and by a peculiar mechanical arrangement each letter is printed as it is received at the office. Thus all mistakes arising from blind chirography will be thoroughly appreciated by our citizens. The machine will be put into operation this afternoon. -- 
Milwaukee Daily Sentinel 1867

### 1868 год — первая печатная машинка
На первой печатной машинке Кристофера Шоулза, запатентованной им в 1868 году, буквы и цифры располагались на двух рядах клавиш и шли в алфавитом порядке, а цифры — от 2 до 9. Клавиши для 1 и 0 решили не делать, вместо них обходились буквами I и O, таким образом уменьшили количество клавиш на две.
По конструкции клавиатура напоминала рояль и была достаточно широка:
```
- 3 5 7 9 N O P Q R S T U V W X Y Z
 2 4 6 8 . A B C D E F G H I J K L M
```

Однако такое расположением букв приводило к частым перерывам в работе, связанными с необходимостью «распутывать» сцепившиеся рычаги с литерами. Помимо этого пишущая машинка получалась громоздкой и походила скорей на рояль с 36 клавишами.

### Трёхрядная клавиатура
В апреле 1870 года Шоулз изменяет форму клавиш на «кнопкоподобную», что позволило расположить их в три ряда. На смену двухрядной клавиатуре пришла трёхрядная, она выглядела так:
В общей последовательности всё ещё угадываются части алфавита. Во втором ряду слева направо, а в нижнем ряду — справа налево.
Такое конструктивное изменение означало сокращение количества клавиш в одном ряду, но алфавитная последовательность с некоторыми пропусками ещё прослеживается.
Путём замены «S» на «B» и сдвигом по диагональному ряду букв «E» «C» «I» можно получить правильную последовательность из первых 13 букв латинского алфавита, аналогично располагались клавиши в пишущей машинке 1868 года.

### Четырёхрядная клавиатура
Постепенно улучшая пишущую машинку, Шоулз построил около 50 опытных образцов с постоянными техническими улучшениями, раскладка при этом почти всегда видоизменялись. В июне 1872 года в научном журнале Scientific American публикуется статья с изображением печатной машинки, конструкция которой близка к первой промышленно выпускаемой. Её клавиатура близка к современному образцу, на ней расположено четыре ряда кнопок вместо прежних трёх, появились также новые кнопки со знаками препинания «?» и «&». Раскладка выглядела так:
От современного расположения букв эта раскладка имеет всего четыре отличия. Для получения современной раскладки предстояло сделать ещё следующие изменения:
«X» поменять местами с буквой «C»,
«M» поместить на место «?»,
«R» - на место «.»
«P» - на место «-».

### 1873 год — Sholes & Glidden
Фактически именно эта машинка пошла в серийное производство, впоследствии её назвали Remington No.I, выпущено их было около 5000.
.

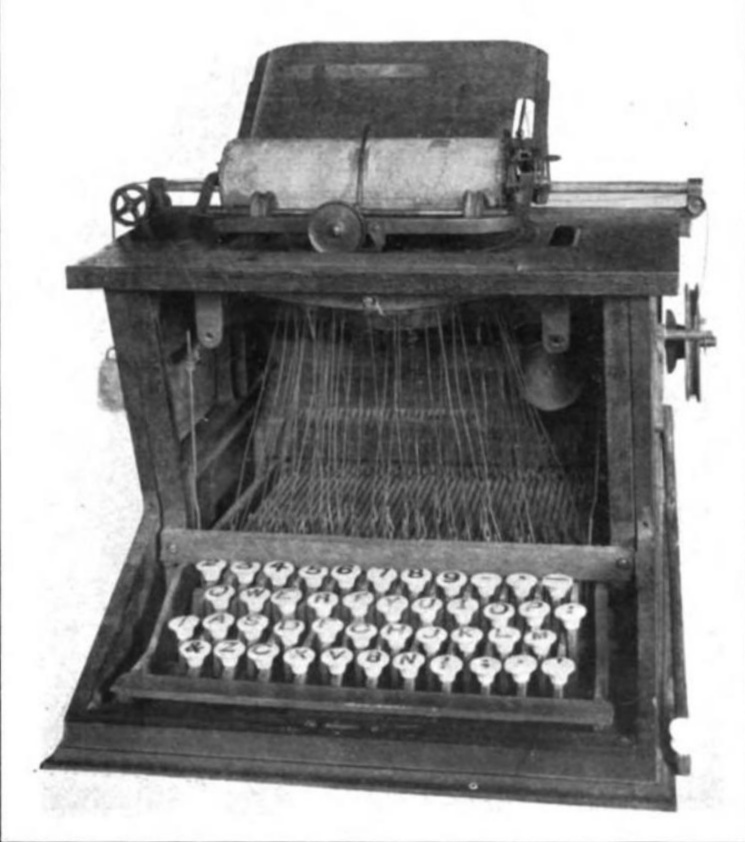
Пишущая машинка Шоулза, 1873. Исторический музей города Буффало и округа Эри

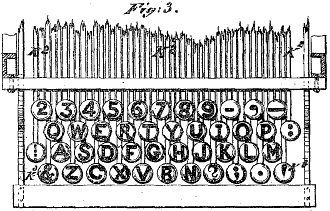
Патент, заполненный 8 марта 1875 года QWERTY

В таком варианте, как видно, свои места нашли буквы P и R, точка тоже переместилась в правый нижний угол. Двоеточие, точка с запятой, апостроф, запятая ждут, когда в 1875 году изобретут механизм сдвига каретки и появится клавиша ⇧ Shift. В результате размещения : c ; на одной клавише их место займут запятая и буква M. Таким образом, эта раскладка максимально похожа на ту, которую мы имеем до сего дня. Из букв не на своём месте только «M».

### 1878 год — Remington No.2
Расположение буквенных клавиш полностью соответствует современной раскладке QWERTY. Таким образом, можно утверждать, что буквенная раскладка QWERTY оформилась к 1878 году полностью. В этой печатной машинке впервые стало возможным набирать и строчные, и заглавные буквы, для набора последних стали использовать клавишу ⇧ Shift. Количество клавиш - 40, а количество символов, доступных для ввода, благодаря клавише ⇧ Shift составило 76.
Изменения расположения букв относительно Remington No.I незначительны. Соседние буквы X и C поменяли местами, а M из второго ряда спустилась на первый, тем самым заняв своё место в нижнем ряду. Также благодаря клавише ⇧ Shift большинство символов заняло свои привычные места: скобки, знак доллара, точка, запятая, : и ;.